# جاذبية سري
جاذبية حسن سري (11 أكتوبر 1925 - 10 نوفمبر 2021) فنانة تشكيلية مصرية وأستاذة في كلية الفنون الجميلة، وُلدت في 11 أكتوبر 1925 في حي بولاق. أقامت ما يزيد عن سبعين معرضًا فنيًا لرسوماتها في العالم العربي وأوروبا والولايات المتحدة. عملت سري كمدرسة تربية فنية بمدارس المعلمات العليا، ثم مدرسة بالمدارس الثانوية الفنية؛ ومدرسة بالمعهد الخاص بالمنيل والمعهد الفرنسي بالقصر العيني؛ وأستاذة التصوير سابقًا بكلية التربية الفنية بجامعة حلوان حتى عام 1981؛ وأستاذة التصوير السابق بالجامعة الأمريكية بالقاهرة بين عامي 1981 و1982.
لتفردها الكبير، فقد وقع اختيار متحف المتروبوليتان والعديد من المتاحف الكبرى في أمريكا وفرنسا لعرض لوحاتها في معارض متخصصة. وحصلت سري على العديد من منح الزمالة من جامعات مختلفة حول العالم من ضمنها جامعة لندن. تُعد لوحة نشر الغسيل من أهم أعمالها. وجاذبية سري هي عضو نقابة الفنانين التشكيليين منذ إنشائها عام 1979؛ وعضو جمعية محبي الفنون الجميلة بالقاهرة؛ وعضو جماعة الحفارين المصريين بالقاهرة؛ وعضو جماعة الكتاب والفنانين؛ وعضو جمعية فناني وكالة الغوري بالقاهرة؛ وعضو لجنة الفنون التشكيلية سابقًا بالمجلس الأعلى للثقافة.

## عضويات جودي حافظ فراج
- عضو نقابة الفنانين التشكيليين منذ إنشائها 1979 - تصوير.
- عضو جماعة الفن الحديث حتى توقفها في الخمسينات.
- عضو مجلس النقابة 1979 - 1983.
- عضو جمعية محبي الفنون الجميلة القاهرة.
- عضو جماعة الحفارين المصريين القاهرة.
- عضو جماعة الكتاب والفنانين (أتيلييه القاهرة).
- عضو جمعية فناني وكالة الغوري القاهرة.
- عضو لجنة الفنون التشكيلية سابقا بالمجلس الأعلى للثقافة وزارة الثقافة القاهرة.
- الجمعية الدولية لنقاد الفن (الأيكا) بباريس، متحف المتروبولتيان للفن نيويورك، الولايات المتحدة الأمريكية.
- عضو الجمعية الدولية لنقاد الفن الأيكا بباريس.

## المؤهلات العلمية
حصلت سري على دبلوم الفنون الجميلة عام 1948؛ ودبلوم التربية الفنية عام 1949؛ دراسات عليا في التصوير من باريس عام 1951؛ دراسات عليا من روما في التصوير عام 1952؛ ودبلوم الدراسات العليا في التصوير من كلية ميلد بجامعة لندن عام 1954-1955.

## المعارض
شاركت سري في العديد من المعارض الخاصة والجماعية منها: متحف الفن الحديث عام 1953؛ وأتيلية القاهرة عام 1959؛ ومتحف المانسترلي 1962؛ وصالون الفنون الجميلة عام 1965؛ وقاعة المعهد الثقافي الألماني (جوته) عام 1970؛ وجاليري لاباليت بلو بباريس عام 1970؛ وجاليرى مركز الفنون بمونتريال كندا عام 1973؛ وقاعة جماعة الفن الحديث ببرلين الغربية عام 1976؛ وجاليري الأكاديمية المصرية بروما عام 1980؛ وجاليري سلطان بالكويتعام 1984؛ وجاليري مشربية بالقاهرة عام 1989؛ وقاعة إخناتون (1) بمجمع الفنون بوزارة الثقافة بالقاهرة عام 1994.

## المقتنيات[6]
- متحف الفن الحديث بالقاهرة.
- المتحف البحري بالأسكندرية.
- وزارة الخارجية المصرية وسفاراتها بالخارج.
- الأكاديمية المصرية بروما.
- نساء ناجحات، فيلم تليفزيوني بالتليفزيون المصري عام 1982.
- جاذبية سري، فيلم تسجيلي من المركز القومي للأفلام التسجيلية بوزارة الثقافة عام 1992.

## الجوائز والأوسمة
نالت العديد من الجوائز والأوسمة منها جائزة روما للتصوير عام 1952؛ والجائزة الشرقية (التصوير بالزيت – القسم المصري) بينالي فينسيا عام 1956؛ والجائزة الثانية في الحفر في بينالي الإسكندرية عام 1959؛ والجائزة الشرقية لمسابقة الإنتاج الفني عام 1975؛ وجائزة الدولة التشجيعية في الفنون من المجلس الأعلى لرعاية الفنون والآداب والعلوم الا جتماعية عام 1970؛ ووسام العلوم والفنون من الطبقة الأولى عام 1970؛ وجائزة الدولة التقديرية في الفنون من المجلس الأعلى للثقافة عام 1999.